# Petrolia, Texas
Petrolia là một thành phố thuộc quận Clay, tiểu bang Texas, Hoa Kỳ. Năm 2010, dân số của xã này là 686 người.

## Dân số
- Dân số năm 2000: 782 người.
- Dân số năm 2010: 686 người.